# Arnold Słucki
Arnold Słucki, właściwie Aron Kreiner (ur. 15 kwietnia 1920 w Tyszowcach, zm. 15 listopada 1972 w Berlinie Zachodnim) – polski poeta i tłumacz żydowskiego pochodzenia. 

## Życiorys

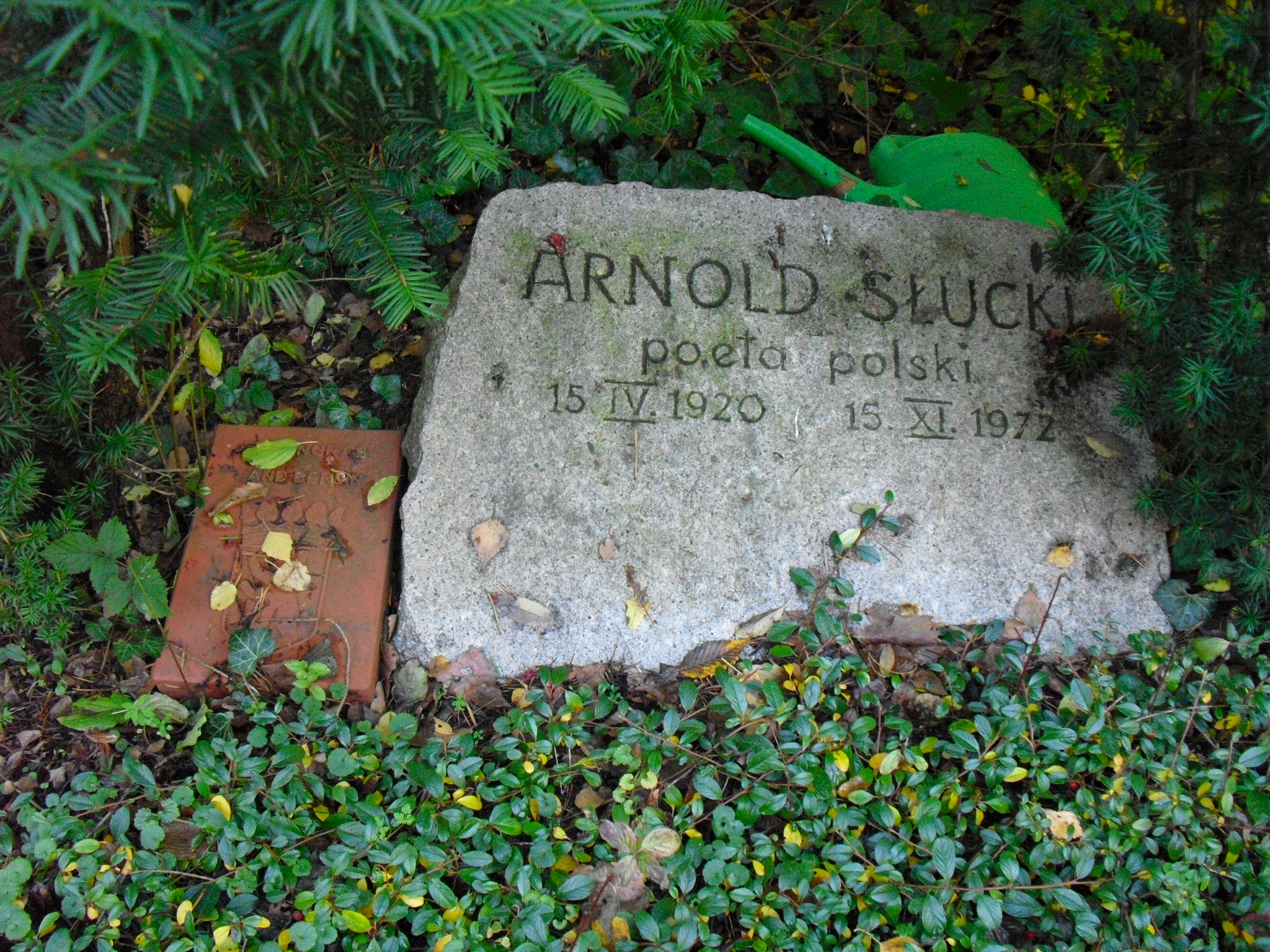
Grób Arnolda Słuckiego na berlińskim cmentarzu Ruhleben

Urodził się w Tyszowcach w tradycyjnej rodzinie żydowskiej. Uczył się w Seminarium Hebrajskim w Warszawie. Zadebiutował przed wojną wierszami w języku jidysz opublikowanymi na łamach pisma „Literarisze Bleter”. Od 1934 roku uczył się w Państwowym Seminarium dla Nauczycieli Religii Mojżeszowej w Warszawie. Pod koniec lat trzydziestych zaczął działać w KZMP i Rewolucyjnym Związku Młodzieży Szkolnej, w związku z czym nie został dopuszczony do egzaminu maturalnego i usunięty z seminarium. Po wybuchu II wojny światowej wyjechał do rodzinnych Tyszowiec, następnie do Łucka, gdzie ukończył kurs języka i kultury rosyjskiej i ukraińskiej, a po ataku III Rzeszy na Związek Radziecki w 1941 ewakuował się do Saratowa. Tam zmienił imię i nazwisko na Arnold Słucki. Wstąpił do Komsomołu.
W 1942 został zmobilizowany do Armii Czerwonej. Od 1943 walczył w szeregach Polskich Sił Zbrojnych w ZSRR. Wówczas zaczął pisać swoje pierwsze wiersze w języku polskim. Po zakończeniu wojny jako repatriant wrócił do Polski. Wstąpił do Polskiej Partii Robotniczej, a następnie do Polskiej Zjednoczonej Partii Robotniczej. Należał do Związku Walki Młodych, a w latach 1946–1948 wchodził w skład jego zarządu. Następnie był członkiem władz centralnych Związku Młodzieży Polskiej. Publikował m.in. w „Odrodzeniu”, „Po prostu”, „Nowej Kulturze”, „Sztandarze Młodych”, „Twórczości” i „Żołnierzu Polskim”.
W latach 1946–1956 studiował filozofię na Uniwersytecie Warszawskim. W marcu 1950 był w gronie ośmiu studentów, członków PZPR, którzy wystąpili z listem otwartym atakującym prof. Władysława Tatarkiewicza, protestując przeciwko dopuszczaniu na prowadzonym przez niego seminarium do czysto politycznych wystąpień o charakterze wyraźnie wrogim budującej socjalizm Polsce. List przyczynił się do odsunięcia Tatarkiewicza od prowadzenia zajęć na uczelni.
W 1956, po publikacji artykułu na temat antysemityzmu w strukturach PZPR, został wykluczony z tej partii. Na skutek interwencji swoich przyjaciół z czasów działalności w PPR, przyjęto go jednak do partii ponownie. W 1966 wystąpił z PZPR protestując przeciwko wykluczeniu z niej Leszka Kołakowskiego. W 1968 po nagonce antysemickiej, która była następstwem wydarzeń marcowych, wybrał emigrację. Wyjechał do Izraela, następnie do Berlina Zachodniego, gdzie zmarł.
Przełożył 65 utworów poetyckich do Antologii poezji żydowskiej, która gotowa była już w 1968 roku, ale ukazała się dopiero w roku 1983. Był również autorem „Słowa wstępnego” do tejże antologii.

## Twórczość

### Poezja
- Ziemia jaśnieje, 1950
- Słońce nasz towarzysz, 1951
- Spotkania, 1952
- Poranek, 1953
- Życie w pieśni, 1955
- Dzwony nad Wisłą, 1958
- Promienie czasu, 1959
- Mity na wiosnę, 1962
- Dolina dziwów, 1964
- Faktura światła, 1965
- Eklogi i psalmodie, 1966
- Biografia anioła, 1982

### Publicystyka
- Polemiki i refleksje, 1957

### Książki dla dzieci
- Czarne i białe kruki, 1965
- Wiersze dla Ali, 1965
- Dzieci pustyni Gobi, 1966
- Targ w Dziworaju, 1967
- Dzień Malejki, 1969